# Inbar Lavi
Pour les articles homonymes, voir Lavi.
Inbar Lavi (en hébreu ענבר לביא), née le 27 octobre 1986 à Ramat Gan (Israël), est une actrice israélienne.
Elle est principalement connue pour avoir tenu le rôle principal de Raviva dans la série de MTV Underemployed, de Sheba dans la saison 5 de Prison Break, et de Eve dans la série Lucifer. 

## Biographie
Inbar Lavi est née et a été élevée à Ramat Gan. Sa mère a des origines juives marocaines et son père juives polonaises. Pendant qu'elle était enfant, elle a souffert d'asthme. Pour se soigner, elle utilisait un nébuliseur, régulièrement, pendant 45 minutes. Durant cela, elle regardait des films. C'est ainsi qu'elle est « tombée amoureuse du cinéma ». Une de ses premières sources d'inspiration était Natalie Portman dans Léon et l'actrice Ayelet Zurer.
Inbar Lavi a étudié le ballet et la danse moderne à la Kiarat Sharet School of Arts de Holon. Ensuite elle est partie étudier à la The Sofi Moskowitz School of Acting de Tel Aviv afin de se concentrer sur La Méthode et la technique de Stanislavski.
À l'âge de dix-sept ans et demi, elle déménage à New York pour exercer le mannequinat et le théâtre. Elle y demeure huit mois avant de s'établir à Los Angeles.

## Carrière

### Vie personnelle
Le 1" septembre 2021, elle épouse son compagnon Dan Bar Shira, lors d’une cérémonie bohème célébrée sur une plage israélienne, leur pays natal.

## Filmographie

### Cinéma

#### Longs métrages
- 2010 : Tales of an Ancient Empire (en) de Albert Pyun : Alana
- 2011 : Underground de Rafael Eisenman : Lillith trog
- 2011 : Getting That Girl de Nathanaël Coffman : Jenna Jeffries
- 2011 : Au bout de la nuit 2 (Street Kings 2: Motor City) de Chris Fisher : Leilah Sullivan
- 2012 : For the Love of Money (film) (en) de Ellie Kanner-Zuckerman : Talia
- 2013 : House of Dust (en) de A.D. Calvo : Emma
- 2015 : Le Dernier Chasseur de sorcières (The Last Witch Hunter) de Breck Eisner : Sonia
- 2017 : Sorry for Your Loss de Collin Friesen : Lori

#### Court métrage
- 2008 : Synonymous de Scott J. Drucker : Shalev

### Télévision

#### Séries télévisées
- 2008 : Privileged : Fiona (épisode 2, saison 1)
- 2009 : The Closer : L.A. enquêtes prioritaires : L'instinct maternel  (épisode 11, saison 5) : Vanessa Almassian
- 2009 : Entourage : Alerte Rouge (épisode 9, saison 6) : Sadie
- 2009 : Ghost Whisperer : Vous avez un nouveau message (épisode 2, saison 5) : Brianna
- 2009 : Esprits criminels : L'Artiste (saison 5, épisode 7) : Gina King
- 2009 : Crash : Syndey (épisode 10, saison 2)
- 2010 : Les Experts : Miami : Le Crime du déshonneur (épisode 18, saison 8) : Maya Farooq
- 2010 : US Marshals : Protection de témoins : Flora Montero (épisode 13, saison 3)
- 2011 : Charlie's Angels : Tueur à Gages (épisode 7, saison 1) : Dominique Berry
- 2012 : Les Experts : Heather "Chastity" Tile (épisode 1, saison 13)
- 2012-2013 : Underemployed : Raviva (12 épisodes)
- 2014 : Gang Related : Veronica 'Vee' Dotsen (13 épisodes)
- 2014 : Sons of Anarchy : Winsome 
  - Le Maquereau chanteur (épisode 7, saison 7)
  - À la régulière (épisode 10, saison 7)
- 2015 : Castle : Y a-t-il un enquêteur dans l'avion (épisode 21, saison 7) : Farrah Darwaza
- 2015 : The Last Ship : Lt. Ravit Bivas (6 épisodes, saison 2)
- 2017- 2018 : Imposters : Maddie Jonson (15 épisodes)
- 2017 : Prison Break : Sheba (saison 5, rôle principal)
- 2019 à 2021 : Lucifer : Ève (rôle récurrent saisons 4 et 6, invitée saison 5)
- 2020 : Fauda : Shani Russo (saison 4)
- 2020 : Stumptown : Max (3 épisodes de la saison 1)

#### Téléfilm
- 2012 : Immigrants de Gal Ziv : Miri Yechiel

## Doublage francophone
En France
- Leslie Lipkins dans Les Experts (série télévisée)
- Micheline Tziamalis dans  The Last Ship
- Anne Tilloy dans Castle (série télévisée)
- Audrey Sablé dans Gang Related (série télévisée)
- Mbembo dans Le Dernier Chasseur de sorcières
- Géraldine Kannamma dans Prison Break
- Claire Baradat dans Lucifer (série télévisée)
- Audrey d'Hulstère dans Imposters (série télévisée)

Au Québec
- Aurélie Morgane
  - Les Rois de la rue 2